# دهستان حومه (شهرکرد)
دهستان حومه، دهستانی در بخش مرکزی شهرستان شهرکرد از توابع استان چهارمحال و بختیاری است. براساس سرشماری مرکز آمار ایران در سال ۱۳۸۵، جمعیت آن ۲۳۳۹۷ نفر (۵۸۳۳ خانوار) بوده‌است.